# Droga wojewódzka 690
Die Droga wojewódzka 690 (DW 690) ist eine 55 Kilometer lange Droga wojewódzka (Woiwodschaftsstraße) in der polnischen Woiwodschaft Podlachien und der Woiwodschaft Masowien, die Czyżew mit Siemiatycze verbindet. Die Strecke liegt im Powiat Wysokomazowiecki, im Powiat Ostrowski und im Powiat Siemiatycki.

## Streckenverlauf
Woiwodschaft Podlachien, Powiat Wysokomazowiecki
-  Czyżew (DK 63)

Woiwodschaft Masowien, Powiat Ostrowski
- Białe-Szczepanowice
- Białe-Figle
- Drewnowo-Ziemaki
- Boguty-Pianki

Woiwodschaft Podlachien, Powiat Wysokomazowiecki
- Nowodwory
-  Ciechanowiec (DW 681, DW 694)
- Malec
- Podgajki
- Skórzec

Woiwodschaft Podlachien, Powiat Siemiatycki
- Moczydły-Pszczółki
- Stadniki
-  Skiwy Duże (DW 692)
-  Siemiatycze (DK 19, DK 62, DW 640, DW 693)